# Котов, Александр Александрович (шахматист)
Алекса́ндр Алекса́ндрович Ко́тов (12 августа 1913[стиль], Тула — 7 января 1981, Москва) — советский шахматист, гроссмейстер (1950), деятель шахматного движения, шахматный прозаик. Участник турниров претендентов (1950, 1953). Заслуженный мастер спорта СССР (1948). Чемпион СССР по шахматам (1948), чемпион Москвы по шахматам (1941). Международный арбитр (1951). инженер. Заместитель председателя Шахматной федерации СССР, председатель правления ЦШК СССР (1956—1981). Главный арбитр мужских шахматных олимпиад (1972, 1974) и других крупных международных соревнований. Один из организаторов и ведущий телевизионной «Шахматной школы». Вице-президент Ассоциации дружбы и культурного сотрудничества со странами Латинской Америки (1959—1981).
За заслуги в области шахмат награждён орденом «Знак Почёта» в 1957 году. С 1982 года проводятся мемориалы Котова.

## Биография и творчество

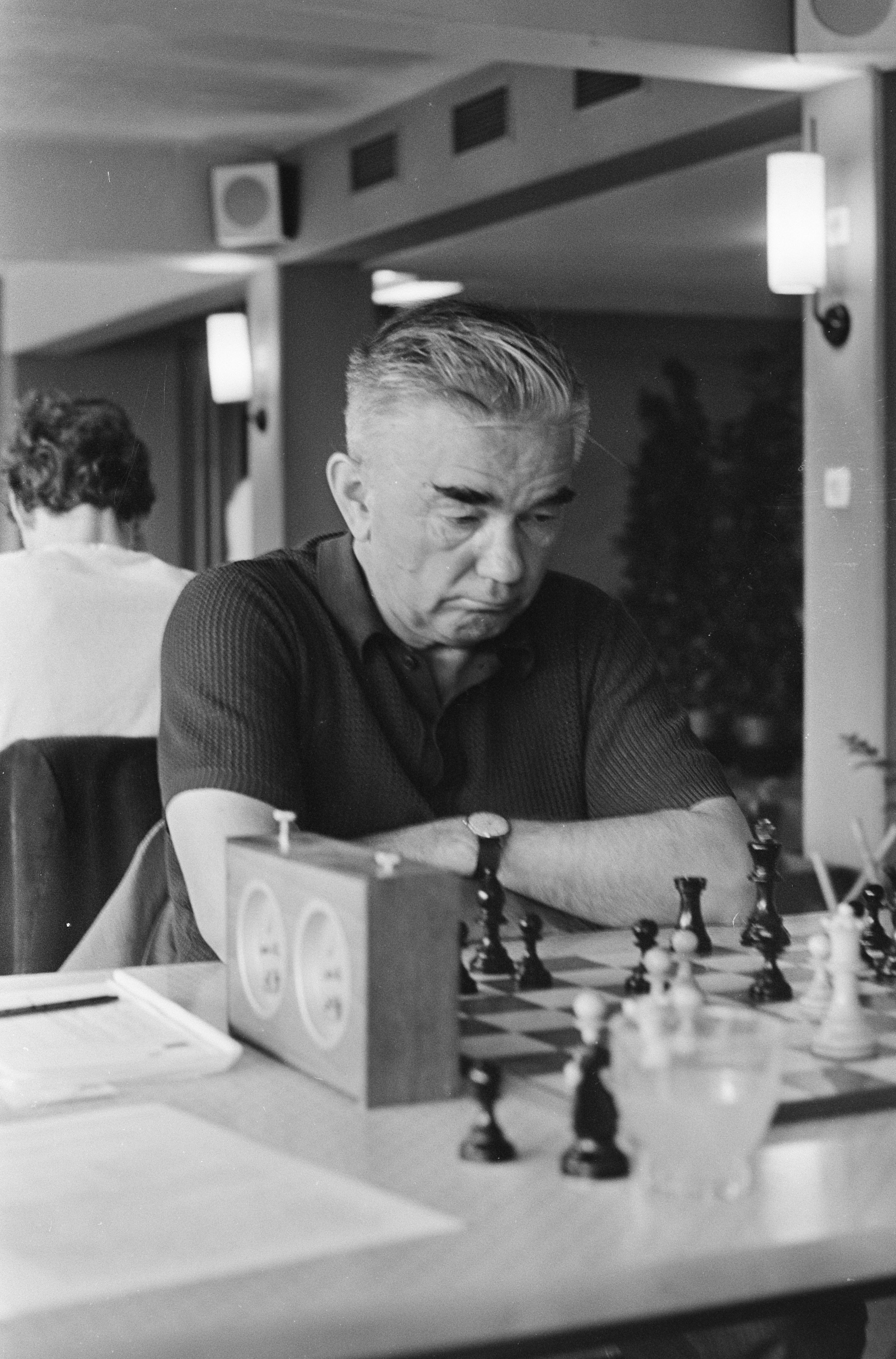
В 1967 году

С шахматами познакомился в школьные годы. В 16 лет стал чемпионом Тулы. После окончания Тульского механического института Котов переехал в Москву.

В годы Великой Отечественной войны работал главным конструктором одного из военных заводов. За разработку модификации 120-мм полкового миномёта образца 1943 года был в 1944 году награждён орденом Ленина.
Инженерная элита, работавшая на оборону, получала бронь, защищавшую от призыва в армию. В эту категорию попадала иногда и другая элита. Уткин рассказывал, что у них появился известный гроссмейстер А.Котов, но поскольку он ничего не понимал в пушках, то держался за счёт шахматной славы и умения правильно расставлять «фигуры». Приходя утром на работу, он говорил Уткину: «Полпочтения», ⎼ а его начальнику: «Два почтения».

Сыромятников В. С. 100 рассказов о стыковке и о других приключениях в космосе и на Земле. Часть 1 (2003), стр.298
Член Союза писателей СССР.
Автор многих книг и статей по истории, теории и методике шахмат, в том числе капитального труда «Шахматное наследие А. А. Алехина» (переведён на несколько иностранных языков), романа «Белые и чёрные» (3 изд., М., 1981) и одноимённой пьесы, посвящённой жизни Алехина, а также сценария художественного кинофильма «Белый снег России» (экранизация романа).

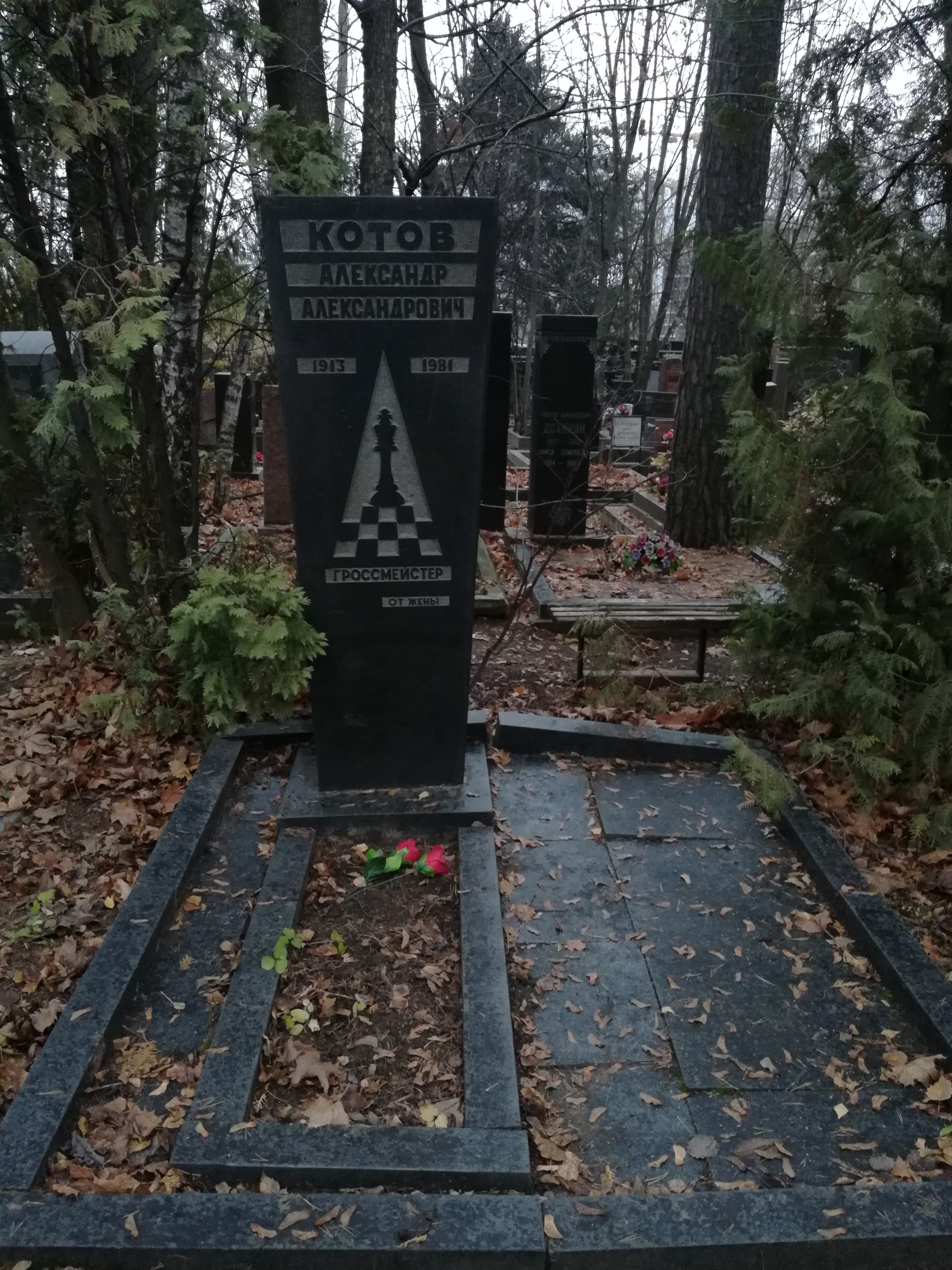
Могила на Кунцевском кладбище

Похоронен на Кунцевском кладбище.

## Основные спортивные результаты
Наивысшим спортивным достижением А. А. Котова является победа в межзональном турнире 1952 года с результатом 16½ очков из 20 (+13—0=7) и отрывом в 3 очка от ближайших преследователей.
В 1929 стал чемпионом Тулы. В середине 1930-х гг. выдвинулся в число сильнейших шахматистов Москвы. Впервые участвуя в чемпионате СССР (1939), занял 2-е место за М. Ботвинником, проиграв ему в заключительном туре. Чемпион Москвы (1941). Участник 9 чемпионатов СССР, лучшие результаты: 1945 — 4-6 место, 1948 — 1-2 место, 1949 — 5-7 место.
На турнире в Гронингене (1946) единственный нанёс поражение обоим лидерам турнира — бывшему чемпиону мира Максу Эйве и будущему чемпиону мира Михаилу Ботвиннику.
В соревнованиях на первенство мира: турниры претендентов — Будапешт (1950) — 6 место, Цюрих (1953) — 8-9 место; межзональные турниры — Сальтшёбаден (1948) — 4 место, Стокгольм (1952) — 1 место (см. выше).
В составе сборной команды СССР победитель Олимпиад 1952 и 1954; успешно выступал в матчах против шахматистов Аргентины, Великобритании, Венгрии, США, ФРГ, ЧССР, Югославии.
Лучшие результаты в других международных соревнованиях: Москва (1947) — 5 место, Венеция (1950) — 1 место, Мар-дель-Плата (1957) — 3-4 место, Сантьяго (1957) — 2 место, Йёнчёпинг (1958/59), Стокгольм (1959/60) и Гастингс (1962/63) — 1-2 место, Амстердам (1967) — 2 место, Париж (1967/68) — 3-4 место, Валлетта (1976) — 4 место.
| Год         | Город                    | Соревнование                                                       | +  | −  | =  | Результат | Место             |
| ----------- | ------------------------ | ------------------------------------------------------------------ | -- | -- | -- | --------- | ----------------- |
| 1928        | Тула                     | Первенство Тулы                                                    |    |    |    |           | 4                 |
| 1929        | Тула                     | Первенство Тулы                                                    |    |    |    |           | 1—2               |
| 1930        | Тула                     | Первенство Тулы                                                    |    |    |    |           | 1                 |
| 1933        | Ленинград                | Профсоюзный командный турнир (Тульский оружейный завод, 1-я доска) |    |    |    |           | 1 на доске        |
| 1934        | Москва                   | Полуфинал первенства Москвы                                        |    |    |    |           | 1—2               |
| 1935        | Москва                   | Первенство Москвы                                                  | 7  | 7  | 3  | 8½ из 17  | 8                 |
|             | Москва                   | Первенство ЦС ДСО «Самолет»                                        |    |    |    |           |                   |
|             | Москва                   | Матч Москва — Ленинград (против В. А. Чеховера)                    |    |    |    |           |                   |
| 1936        | Ленинград                | Всесоюзный турнир I категории памяти Л. Я. Савицкого               |    |    |    |           |                   |
|             | Москва                   | Первенство Москвы                                                  | 6  | 4  | 7  | 9,5 из 17 | 7                 |
|             | Москва                   | Турнир заводов-гигантов                                            |    |    |    |           |                   |
| 1937        | Ленинград                | Матч Ленинград — Москва (против А. П. Сокольского)                 | 2  | 0  | 0  | 2 из 2    |                   |
|             | Киев                     | Матч Украинская ССР — Москва (против Е. И. Поляка)                 | 1  | 0  | 1  | 1½ из 2   |                   |
|             | Ростов-на-Дону           | Всесоюзный турнир I категории (группа II)                          | 6  | 1  | 7  | 9½ из 14  | 2                 |
|             | Тула                     | Первенство Тулы                                                    |    |    |    |           |                   |
| 1937 / 1938 | Москва                   | Первенство Москвы                                                  | 6  | 3  | 7  | 9½ из 16  | 5                 |
| 1938        | Ленинград                | Первенство ВЦСПС                                                   | 5  | 8  | 8  | 9 из 21   | 16                |
|             | Киев                     | Полуфинал 11-го чемпионата СССР                                    | 6  | 2  | 9  | 10½ из 17 | 3—5               |
| 1939        | Ленинград                | 11-й чемпионат СССР                                                | 9  | 3  | 5  | 11½ из 17 | 2                 |
| 1940        | Москва                   | Первенство Москвы                                                  |    |    |    |           |                   |
|             | Москва                   | 12-й чемпионат СССР                                                | 5  | 11 | 3  | 6½ из 19  | 18—19             |
| 1940 / 1941 | Москва                   | Полуфинал первенства Москвы                                        |    |    |    |           | 1                 |
| 1941        | Москва                   | Первенство Москвы                                                  | 7  | 2  | 5  | 9½ из 14  | 1                 |
| 1942        | Москва                   | Первенство Москвы                                                  | 10 | 3  | 1  | 10½ из 15 | 3—4               |
| 1943 / 1944 | Москва                   | Первенство Москвы                                                  | 2  | 10 | 4  | 4 из 16   | 16                |
| 1944        | Москва                   | Полуфинал 13-го чемпионата СССР                                    | 10 | 0  | 5  | 12½ из 15 | 1                 |
|             | Москва                   | 13-й чемпионат СССР                                                | 5  | 7  | 4  | 7 из 16   | 11—14             |
|             | Иваново                  | Турнир мастеров                                                    | 8  | 1  | 2  | 9 из 11   | 1—2               |
| 1944 / 1945 | Москва                   | Первенство Москвы                                                  | 3  | 2  | 1  | 3½ из 6   | ----              |
| 1945        | Баку                     | Полуфинал 14-го чемпионата СССР                                    | 7  | 1  | 7  | 10½ из 15 | 1—3               |
|             | Москва                   | 14-й чемпионат СССР                                                | 6  | 4  | 7  | 9½ из 17  | 4—6               |
|             |                          | Радиоматч СССР — США (5-я доска, против И. Кэждена)                | 2  | 0  | 0  | 2 из 2    |                   |
| 1946        | Москва                   | Радиоматч СССР — Великобритания (против П. Листа)                  | 2  | 0  | 0  | 2 из 2    |                   |
|             |                          | Первенство Москвы                                                  | 5  | 3  | 7  | 8½ из 15  | 3—6               |
|             | Прага, Москва            | Матч Москва — Прага (схевенингенская система)                      | 8  | 1  | 3  | 9½ из 12  |                   |
|             | Гронинген                | Международный турнир                                               | 6  | 6  | 7  | 9½ из 19  | 10—12             |
|             | Москва                   | Матч СССР — США (против И. Кэждена)                                | 0  | 1  | 1  | ½ из 2    |                   |
| 1947        | Лондон                   | Матч Великобритания — СССР (против Г. Т. Крауна)                   | 1  | 1  | 0  | 1 из 2    |                   |
|             | Пярну                    | Турнир советских шахматистов                                       | 6  | 1  | 6  | 9 из 13   | 2                 |
|             | Москва                   | Мемориал М. И. Чигорина                                            | 6  | 2  | 7  | 9½ из 15  | 5                 |
| 1948        | Стокгольм (Сальтшобаден) | Межзональный турнир                                                | 5  | 1  | 13 | 11½ из 19 | 4                 |
|             | Москва                   | 16-й чемпионат СССР                                                | 10 | 4  | 4  | 12 из 18  | 1—2               |
| 1949        | Будапешт, Москва         | Матч Москва — Будапешт (схевенингенская система)                   | 8  | 4  | 7  | 11½ из 19 |                   |
|             | Ленинград                | Командное первенство ВЦСПС (1-я доска)                             | 4  | 2  | 3  | 5½ из 9   | 3 на доске        |
|             | Москва                   | 17-й чемпионат СССР                                                | 8  | 4  | 7  | 11½ из 19 | 5—7               |
| 1950        | Будапешт                 | Турнир претендентов                                                | 5  | 6  | 7  | 8½ из 18  | 6                 |
|             | Венеция                  | Международный турнир                                               | 11 | 1  | 3  | 12½ из 15 | 1                 |
| 1951        | Ленинград                | Командное первенство ВЦСПС (1-я доска)                             | 3  | 1  | 3  | 4½ из 7   | 1—2 на доске      |
|             | Москва                   | 19-й чемпионат СССР                                                | 4  | 5  | 8  | 8 из 17   | 12—13             |
| 1952        | Вороново                 | Тренировочный турнир                                               |    |    |    |           |                   |
|             | Хельсинки                | X Олимпиада (сборная СССР, запасной)                               | 1  | 0  | 2  | 2 из 3    | Команда — чемпион |
|             | Стокгольм (Сальтшобаден) | Межзональный турнир                                                | 13 | 0  | 7  | 16½ из 20 | 1                 |
|             | Москва                   | Первенство Москвы                                                  | 5  | 1  | 9  | 9½ из 15  | 2—4               |
| 1953        | Гагра                    | Тренировочный турнир гроссмейстеров                                | 2  | 2  | 6  | 5 из 10   | 5—7               |
|             | Цюрих                    | Турнир претендентов                                                | 8  | 8  | 12 | 14 из 28  | 8—9               |
| 1954        | Буэнос-Айрес             | Матч Аргентина — СССР (против Э. Россетто)                         | 2  | 0  | 2  | 3 из 4    |                   |
|             | Монтевидео               | Матч Уругвай — СССР (против Ибарбуру)                              | 1  | 0  | 1  | 1½ из 2   |                   |
|             | Париж                    | Матч Франция — СССР (против С. Бутвиля)                            | 2  | 0  | 0  | 2 из 2    |                   |
|             | Нью-Йорк                 | Матч США — СССР (против Р. Бирна)                                  | 1  | 0  | 3  | 2½ из 4   |                   |
|             | Ереван                   | Полуфинал 22-го чемпионата СССР                                    | 10 | 2  | 8  | 14 из 20  | 2                 |
|             | Амстердам                | XI Олимпиада (сборная СССР, запасной)                              | 4  | 2  | 0  | 4 из 6    | Команда — чемпион |
| 1955        | Москва                   | 22-й чемпионат СССР                                                | 6  | 6  | 7  | 9½ из 19  | 12                |
|             | Москва                   | Матч СССР — США (по 2 против Г. Стейнера и А. Кевица)              | 4  | 0  | 0  | 4 из 4    |                   |
| 1956        | Осло                     | Матч Норвегия — СССР (против О. Вестола)                           | 1  |    |    |           |                   |
|             | Ленинград                | Полуфинал 24-го чемпионата СССР                                    | 4  | 5  | 10 | 9 из 19   | 15                |
| 1957        | Мар-дель-Плата           | Международный турнир                                               | 12 | 3  | 2  | 13 из 17  | 3—4               |
|             | Сантьяго                 | Международный турнир                                               | 4  | 1  | 2  | 5 из 7    | 2                 |
|             | Киев                     | Полуфинал 25-го чемпионата СССР                                    | 6  | 3  | 10 | 11 из 19  | 6                 |
| 1958        | Рига                     | 25-й чемпионат СССР                                                | 5  | 5  | 8  | 9 из 18   | 12—13             |
|             | Загреб                   | Матч Югославия — СССР (по 2 против М. Матуловича и А. Фудерера)    | 3  | 1  | 0  | 3 из 4    |                   |
| 1958 / 1959 | Йёнчепинг                | Международный турнир                                               | 6  | 0  | 3  | 7½ из 9   | 1—2               |
| 1959 / 1960 | Стокгольм                | Международный турнир                                               | 5  | 0  | 4  | 7 из 9    | 1—2               |
| 1960        | Гамбург                  | Матч ФРГ — СССР (схевенингенская система)                          | 2  | 1  | 4  | 4 из 7    |                   |
|             | Москва                   | Матч Москва — Ленинград (против С. А. Фурмана)                     | 0  | 0  | 2  | 1 из 2    |                   |
|             | Одесса                   | Полуфинал 28-го чемпионата СССР                                    |    |    |    |           | 3—5               |
| 1960 / 1961 | Стокгольм                | Международный турнир                                               | 7  | 2  | 2  | 8 из 11   | 3                 |
| 1962        | Ленинград                | Командное первенство СССР                                          |    |    |    |           |                   |
|             | Кисловодск               | Первенство ЦС ДСО «Труд»                                           |    |    |    |           |                   |
| 1962 / 1963 | Гастингс                 | Международный турнир                                               | 4  | 0  | 5  | 6½ из 9   | 1—2               |
| 1964        | Москва                   | Командное первенство СССР                                          |    |    |    |           |                   |
| 1965        | Москва                   | Матч Москва — Ленинград (против В. К. Лявданского)                 | 1  | 0  | 1  | 1½ из 2   |                   |
| 1966        | Сараево                  | Международный турнир                                               | 4  | 4  | 7  | 7½ из 15  | 9—10              |
| 1967        | Амстердам                | Международный турнир                                               | 4  | 1  | 6  | 7 из 11   | 2                 |
|             | Сочи                     | Мемориал М. И. Чигорина                                            | 6  | 3  | 6  | 9 из 15   | 6                 |
|             | Москва                   | Спартакиада Москвы                                                 | 2  | 3  | 0  | 2 из 5    |                   |
| 1967 / 1968 | Париж                    | Международный турнир                                               | 8  | 2  | 1  | 8½ из 11  | 3—4               |
| 1968        | Амстердам                | Международный турнир                                               | 5  | 5  | 5  | 7½ из 15  | 10—11             |
|             |                          | Матч Ленинград — Москва (против Э. И. Бухмана)                     |    |    |    |           |                   |
| 1969        | Москва                   | Командное первенство Москвы                                        |    |    |    |           |                   |
| 1974        | Касабланка               | Международный турнир                                               |    |    |    | 6 из 9    | 5                 |
| 1976        | Валлетта                 | Международный турнир                                               |    |    |    | 10 из 15  | 4                 |
| 1977        | Лондон                   | Международный турнир                                               | 1  | 4  | 4  | 3 из 9    | 7                 |

## Стиль игры
Шахматист атакующего стиля; ряд партий Котова отмечен призом «За красоту».

## Примечательные партии

### Ю. Авербах— А. Котов
Турнир претендентов, Цюрих, 1953
|   | a | b | c | d | e | f | g | h |   |
| - | --- | --- | --- | --- | --- | --- | --- | --- | - |
| 8 | b8 чёрная ладья · g8 чёрный конь · h8 чёрный король · b7 чёрная пешка · d7 чёрный ферзь · e7 чёрный слон · h7 чёрная пешка · d6 чёрная пешка · f6 чёрная ладья · a5 чёрная пешка · c5 чёрная пешка · d5 белая пешка · e5 чёрная пешка · c4 белая пешка · e4 белая пешка · f4 чёрная пешка · f3 белая пешка · h3 белая пешка · a2 белая пешка · b2 белая пешка · d2 белый ферзь · e2 белый конь · f2 белый слон · g2 белая ладья · h2 белый король · f1 белая ладья | b8 чёрная ладья · g8 чёрный конь · h8 чёрный король · b7 чёрная пешка · d7 чёрный ферзь · e7 чёрный слон · h7 чёрная пешка · d6 чёрная пешка · f6 чёрная ладья · a5 чёрная пешка · c5 чёрная пешка · d5 белая пешка · e5 чёрная пешка · c4 белая пешка · e4 белая пешка · f4 чёрная пешка · f3 белая пешка · h3 белая пешка · a2 белая пешка · b2 белая пешка · d2 белый ферзь · e2 белый конь · f2 белый слон · g2 белая ладья · h2 белый король · f1 белая ладья | b8 чёрная ладья · g8 чёрный конь · h8 чёрный король · b7 чёрная пешка · d7 чёрный ферзь · e7 чёрный слон · h7 чёрная пешка · d6 чёрная пешка · f6 чёрная ладья · a5 чёрная пешка · c5 чёрная пешка · d5 белая пешка · e5 чёрная пешка · c4 белая пешка · e4 белая пешка · f4 чёрная пешка · f3 белая пешка · h3 белая пешка · a2 белая пешка · b2 белая пешка · d2 белый ферзь · e2 белый конь · f2 белый слон · g2 белая ладья · h2 белый король · f1 белая ладья | b8 чёрная ладья · g8 чёрный конь · h8 чёрный король · b7 чёрная пешка · d7 чёрный ферзь · e7 чёрный слон · h7 чёрная пешка · d6 чёрная пешка · f6 чёрная ладья · a5 чёрная пешка · c5 чёрная пешка · d5 белая пешка · e5 чёрная пешка · c4 белая пешка · e4 белая пешка · f4 чёрная пешка · f3 белая пешка · h3 белая пешка · a2 белая пешка · b2 белая пешка · d2 белый ферзь · e2 белый конь · f2 белый слон · g2 белая ладья · h2 белый король · f1 белая ладья | b8 чёрная ладья · g8 чёрный конь · h8 чёрный король · b7 чёрная пешка · d7 чёрный ферзь · e7 чёрный слон · h7 чёрная пешка · d6 чёрная пешка · f6 чёрная ладья · a5 чёрная пешка · c5 чёрная пешка · d5 белая пешка · e5 чёрная пешка · c4 белая пешка · e4 белая пешка · f4 чёрная пешка · f3 белая пешка · h3 белая пешка · a2 белая пешка · b2 белая пешка · d2 белый ферзь · e2 белый конь · f2 белый слон · g2 белая ладья · h2 белый король · f1 белая ладья | b8 чёрная ладья · g8 чёрный конь · h8 чёрный король · b7 чёрная пешка · d7 чёрный ферзь · e7 чёрный слон · h7 чёрная пешка · d6 чёрная пешка · f6 чёрная ладья · a5 чёрная пешка · c5 чёрная пешка · d5 белая пешка · e5 чёрная пешка · c4 белая пешка · e4 белая пешка · f4 чёрная пешка · f3 белая пешка · h3 белая пешка · a2 белая пешка · b2 белая пешка · d2 белый ферзь · e2 белый конь · f2 белый слон · g2 белая ладья · h2 белый король · f1 белая ладья | b8 чёрная ладья · g8 чёрный конь · h8 чёрный король · b7 чёрная пешка · d7 чёрный ферзь · e7 чёрный слон · h7 чёрная пешка · d6 чёрная пешка · f6 чёрная ладья · a5 чёрная пешка · c5 чёрная пешка · d5 белая пешка · e5 чёрная пешка · c4 белая пешка · e4 белая пешка · f4 чёрная пешка · f3 белая пешка · h3 белая пешка · a2 белая пешка · b2 белая пешка · d2 белый ферзь · e2 белый конь · f2 белый слон · g2 белая ладья · h2 белый король · f1 белая ладья | b8 чёрная ладья · g8 чёрный конь · h8 чёрный король · b7 чёрная пешка · d7 чёрный ферзь · e7 чёрный слон · h7 чёрная пешка · d6 чёрная пешка · f6 чёрная ладья · a5 чёрная пешка · c5 чёрная пешка · d5 белая пешка · e5 чёрная пешка · c4 белая пешка · e4 белая пешка · f4 чёрная пешка · f3 белая пешка · h3 белая пешка · a2 белая пешка · b2 белая пешка · d2 белый ферзь · e2 белый конь · f2 белый слон · g2 белая ладья · h2 белый король · f1 белая ладья | 8 |
| 7 | b8 чёрная ладья · g8 чёрный конь · h8 чёрный король · b7 чёрная пешка · d7 чёрный ферзь · e7 чёрный слон · h7 чёрная пешка · d6 чёрная пешка · f6 чёрная ладья · a5 чёрная пешка · c5 чёрная пешка · d5 белая пешка · e5 чёрная пешка · c4 белая пешка · e4 белая пешка · f4 чёрная пешка · f3 белая пешка · h3 белая пешка · a2 белая пешка · b2 белая пешка · d2 белый ферзь · e2 белый конь · f2 белый слон · g2 белая ладья · h2 белый король · f1 белая ладья | b8 чёрная ладья · g8 чёрный конь · h8 чёрный король · b7 чёрная пешка · d7 чёрный ферзь · e7 чёрный слон · h7 чёрная пешка · d6 чёрная пешка · f6 чёрная ладья · a5 чёрная пешка · c5 чёрная пешка · d5 белая пешка · e5 чёрная пешка · c4 белая пешка · e4 белая пешка · f4 чёрная пешка · f3 белая пешка · h3 белая пешка · a2 белая пешка · b2 белая пешка · d2 белый ферзь · e2 белый конь · f2 белый слон · g2 белая ладья · h2 белый король · f1 белая ладья | b8 чёрная ладья · g8 чёрный конь · h8 чёрный король · b7 чёрная пешка · d7 чёрный ферзь · e7 чёрный слон · h7 чёрная пешка · d6 чёрная пешка · f6 чёрная ладья · a5 чёрная пешка · c5 чёрная пешка · d5 белая пешка · e5 чёрная пешка · c4 белая пешка · e4 белая пешка · f4 чёрная пешка · f3 белая пешка · h3 белая пешка · a2 белая пешка · b2 белая пешка · d2 белый ферзь · e2 белый конь · f2 белый слон · g2 белая ладья · h2 белый король · f1 белая ладья | b8 чёрная ладья · g8 чёрный конь · h8 чёрный король · b7 чёрная пешка · d7 чёрный ферзь · e7 чёрный слон · h7 чёрная пешка · d6 чёрная пешка · f6 чёрная ладья · a5 чёрная пешка · c5 чёрная пешка · d5 белая пешка · e5 чёрная пешка · c4 белая пешка · e4 белая пешка · f4 чёрная пешка · f3 белая пешка · h3 белая пешка · a2 белая пешка · b2 белая пешка · d2 белый ферзь · e2 белый конь · f2 белый слон · g2 белая ладья · h2 белый король · f1 белая ладья | b8 чёрная ладья · g8 чёрный конь · h8 чёрный король · b7 чёрная пешка · d7 чёрный ферзь · e7 чёрный слон · h7 чёрная пешка · d6 чёрная пешка · f6 чёрная ладья · a5 чёрная пешка · c5 чёрная пешка · d5 белая пешка · e5 чёрная пешка · c4 белая пешка · e4 белая пешка · f4 чёрная пешка · f3 белая пешка · h3 белая пешка · a2 белая пешка · b2 белая пешка · d2 белый ферзь · e2 белый конь · f2 белый слон · g2 белая ладья · h2 белый король · f1 белая ладья | b8 чёрная ладья · g8 чёрный конь · h8 чёрный король · b7 чёрная пешка · d7 чёрный ферзь · e7 чёрный слон · h7 чёрная пешка · d6 чёрная пешка · f6 чёрная ладья · a5 чёрная пешка · c5 чёрная пешка · d5 белая пешка · e5 чёрная пешка · c4 белая пешка · e4 белая пешка · f4 чёрная пешка · f3 белая пешка · h3 белая пешка · a2 белая пешка · b2 белая пешка · d2 белый ферзь · e2 белый конь · f2 белый слон · g2 белая ладья · h2 белый король · f1 белая ладья | b8 чёрная ладья · g8 чёрный конь · h8 чёрный король · b7 чёрная пешка · d7 чёрный ферзь · e7 чёрный слон · h7 чёрная пешка · d6 чёрная пешка · f6 чёрная ладья · a5 чёрная пешка · c5 чёрная пешка · d5 белая пешка · e5 чёрная пешка · c4 белая пешка · e4 белая пешка · f4 чёрная пешка · f3 белая пешка · h3 белая пешка · a2 белая пешка · b2 белая пешка · d2 белый ферзь · e2 белый конь · f2 белый слон · g2 белая ладья · h2 белый король · f1 белая ладья | b8 чёрная ладья · g8 чёрный конь · h8 чёрный король · b7 чёрная пешка · d7 чёрный ферзь · e7 чёрный слон · h7 чёрная пешка · d6 чёрная пешка · f6 чёрная ладья · a5 чёрная пешка · c5 чёрная пешка · d5 белая пешка · e5 чёрная пешка · c4 белая пешка · e4 белая пешка · f4 чёрная пешка · f3 белая пешка · h3 белая пешка · a2 белая пешка · b2 белая пешка · d2 белый ферзь · e2 белый конь · f2 белый слон · g2 белая ладья · h2 белый король · f1 белая ладья | 7 |
| 6 | b8 чёрная ладья · g8 чёрный конь · h8 чёрный король · b7 чёрная пешка · d7 чёрный ферзь · e7 чёрный слон · h7 чёрная пешка · d6 чёрная пешка · f6 чёрная ладья · a5 чёрная пешка · c5 чёрная пешка · d5 белая пешка · e5 чёрная пешка · c4 белая пешка · e4 белая пешка · f4 чёрная пешка · f3 белая пешка · h3 белая пешка · a2 белая пешка · b2 белая пешка · d2 белый ферзь · e2 белый конь · f2 белый слон · g2 белая ладья · h2 белый король · f1 белая ладья | b8 чёрная ладья · g8 чёрный конь · h8 чёрный король · b7 чёрная пешка · d7 чёрный ферзь · e7 чёрный слон · h7 чёрная пешка · d6 чёрная пешка · f6 чёрная ладья · a5 чёрная пешка · c5 чёрная пешка · d5 белая пешка · e5 чёрная пешка · c4 белая пешка · e4 белая пешка · f4 чёрная пешка · f3 белая пешка · h3 белая пешка · a2 белая пешка · b2 белая пешка · d2 белый ферзь · e2 белый конь · f2 белый слон · g2 белая ладья · h2 белый король · f1 белая ладья | b8 чёрная ладья · g8 чёрный конь · h8 чёрный король · b7 чёрная пешка · d7 чёрный ферзь · e7 чёрный слон · h7 чёрная пешка · d6 чёрная пешка · f6 чёрная ладья · a5 чёрная пешка · c5 чёрная пешка · d5 белая пешка · e5 чёрная пешка · c4 белая пешка · e4 белая пешка · f4 чёрная пешка · f3 белая пешка · h3 белая пешка · a2 белая пешка · b2 белая пешка · d2 белый ферзь · e2 белый конь · f2 белый слон · g2 белая ладья · h2 белый король · f1 белая ладья | b8 чёрная ладья · g8 чёрный конь · h8 чёрный король · b7 чёрная пешка · d7 чёрный ферзь · e7 чёрный слон · h7 чёрная пешка · d6 чёрная пешка · f6 чёрная ладья · a5 чёрная пешка · c5 чёрная пешка · d5 белая пешка · e5 чёрная пешка · c4 белая пешка · e4 белая пешка · f4 чёрная пешка · f3 белая пешка · h3 белая пешка · a2 белая пешка · b2 белая пешка · d2 белый ферзь · e2 белый конь · f2 белый слон · g2 белая ладья · h2 белый король · f1 белая ладья | b8 чёрная ладья · g8 чёрный конь · h8 чёрный король · b7 чёрная пешка · d7 чёрный ферзь · e7 чёрный слон · h7 чёрная пешка · d6 чёрная пешка · f6 чёрная ладья · a5 чёрная пешка · c5 чёрная пешка · d5 белая пешка · e5 чёрная пешка · c4 белая пешка · e4 белая пешка · f4 чёрная пешка · f3 белая пешка · h3 белая пешка · a2 белая пешка · b2 белая пешка · d2 белый ферзь · e2 белый конь · f2 белый слон · g2 белая ладья · h2 белый король · f1 белая ладья | b8 чёрная ладья · g8 чёрный конь · h8 чёрный король · b7 чёрная пешка · d7 чёрный ферзь · e7 чёрный слон · h7 чёрная пешка · d6 чёрная пешка · f6 чёрная ладья · a5 чёрная пешка · c5 чёрная пешка · d5 белая пешка · e5 чёрная пешка · c4 белая пешка · e4 белая пешка · f4 чёрная пешка · f3 белая пешка · h3 белая пешка · a2 белая пешка · b2 белая пешка · d2 белый ферзь · e2 белый конь · f2 белый слон · g2 белая ладья · h2 белый король · f1 белая ладья | b8 чёрная ладья · g8 чёрный конь · h8 чёрный король · b7 чёрная пешка · d7 чёрный ферзь · e7 чёрный слон · h7 чёрная пешка · d6 чёрная пешка · f6 чёрная ладья · a5 чёрная пешка · c5 чёрная пешка · d5 белая пешка · e5 чёрная пешка · c4 белая пешка · e4 белая пешка · f4 чёрная пешка · f3 белая пешка · h3 белая пешка · a2 белая пешка · b2 белая пешка · d2 белый ферзь · e2 белый конь · f2 белый слон · g2 белая ладья · h2 белый король · f1 белая ладья | b8 чёрная ладья · g8 чёрный конь · h8 чёрный король · b7 чёрная пешка · d7 чёрный ферзь · e7 чёрный слон · h7 чёрная пешка · d6 чёрная пешка · f6 чёрная ладья · a5 чёрная пешка · c5 чёрная пешка · d5 белая пешка · e5 чёрная пешка · c4 белая пешка · e4 белая пешка · f4 чёрная пешка · f3 белая пешка · h3 белая пешка · a2 белая пешка · b2 белая пешка · d2 белый ферзь · e2 белый конь · f2 белый слон · g2 белая ладья · h2 белый король · f1 белая ладья | 6 |
| 5 | b8 чёрная ладья · g8 чёрный конь · h8 чёрный король · b7 чёрная пешка · d7 чёрный ферзь · e7 чёрный слон · h7 чёрная пешка · d6 чёрная пешка · f6 чёрная ладья · a5 чёрная пешка · c5 чёрная пешка · d5 белая пешка · e5 чёрная пешка · c4 белая пешка · e4 белая пешка · f4 чёрная пешка · f3 белая пешка · h3 белая пешка · a2 белая пешка · b2 белая пешка · d2 белый ферзь · e2 белый конь · f2 белый слон · g2 белая ладья · h2 белый король · f1 белая ладья | b8 чёрная ладья · g8 чёрный конь · h8 чёрный король · b7 чёрная пешка · d7 чёрный ферзь · e7 чёрный слон · h7 чёрная пешка · d6 чёрная пешка · f6 чёрная ладья · a5 чёрная пешка · c5 чёрная пешка · d5 белая пешка · e5 чёрная пешка · c4 белая пешка · e4 белая пешка · f4 чёрная пешка · f3 белая пешка · h3 белая пешка · a2 белая пешка · b2 белая пешка · d2 белый ферзь · e2 белый конь · f2 белый слон · g2 белая ладья · h2 белый король · f1 белая ладья | b8 чёрная ладья · g8 чёрный конь · h8 чёрный король · b7 чёрная пешка · d7 чёрный ферзь · e7 чёрный слон · h7 чёрная пешка · d6 чёрная пешка · f6 чёрная ладья · a5 чёрная пешка · c5 чёрная пешка · d5 белая пешка · e5 чёрная пешка · c4 белая пешка · e4 белая пешка · f4 чёрная пешка · f3 белая пешка · h3 белая пешка · a2 белая пешка · b2 белая пешка · d2 белый ферзь · e2 белый конь · f2 белый слон · g2 белая ладья · h2 белый король · f1 белая ладья | b8 чёрная ладья · g8 чёрный конь · h8 чёрный король · b7 чёрная пешка · d7 чёрный ферзь · e7 чёрный слон · h7 чёрная пешка · d6 чёрная пешка · f6 чёрная ладья · a5 чёрная пешка · c5 чёрная пешка · d5 белая пешка · e5 чёрная пешка · c4 белая пешка · e4 белая пешка · f4 чёрная пешка · f3 белая пешка · h3 белая пешка · a2 белая пешка · b2 белая пешка · d2 белый ферзь · e2 белый конь · f2 белый слон · g2 белая ладья · h2 белый король · f1 белая ладья | b8 чёрная ладья · g8 чёрный конь · h8 чёрный король · b7 чёрная пешка · d7 чёрный ферзь · e7 чёрный слон · h7 чёрная пешка · d6 чёрная пешка · f6 чёрная ладья · a5 чёрная пешка · c5 чёрная пешка · d5 белая пешка · e5 чёрная пешка · c4 белая пешка · e4 белая пешка · f4 чёрная пешка · f3 белая пешка · h3 белая пешка · a2 белая пешка · b2 белая пешка · d2 белый ферзь · e2 белый конь · f2 белый слон · g2 белая ладья · h2 белый король · f1 белая ладья | b8 чёрная ладья · g8 чёрный конь · h8 чёрный король · b7 чёрная пешка · d7 чёрный ферзь · e7 чёрный слон · h7 чёрная пешка · d6 чёрная пешка · f6 чёрная ладья · a5 чёрная пешка · c5 чёрная пешка · d5 белая пешка · e5 чёрная пешка · c4 белая пешка · e4 белая пешка · f4 чёрная пешка · f3 белая пешка · h3 белая пешка · a2 белая пешка · b2 белая пешка · d2 белый ферзь · e2 белый конь · f2 белый слон · g2 белая ладья · h2 белый король · f1 белая ладья | b8 чёрная ладья · g8 чёрный конь · h8 чёрный король · b7 чёрная пешка · d7 чёрный ферзь · e7 чёрный слон · h7 чёрная пешка · d6 чёрная пешка · f6 чёрная ладья · a5 чёрная пешка · c5 чёрная пешка · d5 белая пешка · e5 чёрная пешка · c4 белая пешка · e4 белая пешка · f4 чёрная пешка · f3 белая пешка · h3 белая пешка · a2 белая пешка · b2 белая пешка · d2 белый ферзь · e2 белый конь · f2 белый слон · g2 белая ладья · h2 белый король · f1 белая ладья | b8 чёрная ладья · g8 чёрный конь · h8 чёрный король · b7 чёрная пешка · d7 чёрный ферзь · e7 чёрный слон · h7 чёрная пешка · d6 чёрная пешка · f6 чёрная ладья · a5 чёрная пешка · c5 чёрная пешка · d5 белая пешка · e5 чёрная пешка · c4 белая пешка · e4 белая пешка · f4 чёрная пешка · f3 белая пешка · h3 белая пешка · a2 белая пешка · b2 белая пешка · d2 белый ферзь · e2 белый конь · f2 белый слон · g2 белая ладья · h2 белый король · f1 белая ладья | 5 |
| 4 | b8 чёрная ладья · g8 чёрный конь · h8 чёрный король · b7 чёрная пешка · d7 чёрный ферзь · e7 чёрный слон · h7 чёрная пешка · d6 чёрная пешка · f6 чёрная ладья · a5 чёрная пешка · c5 чёрная пешка · d5 белая пешка · e5 чёрная пешка · c4 белая пешка · e4 белая пешка · f4 чёрная пешка · f3 белая пешка · h3 белая пешка · a2 белая пешка · b2 белая пешка · d2 белый ферзь · e2 белый конь · f2 белый слон · g2 белая ладья · h2 белый король · f1 белая ладья | b8 чёрная ладья · g8 чёрный конь · h8 чёрный король · b7 чёрная пешка · d7 чёрный ферзь · e7 чёрный слон · h7 чёрная пешка · d6 чёрная пешка · f6 чёрная ладья · a5 чёрная пешка · c5 чёрная пешка · d5 белая пешка · e5 чёрная пешка · c4 белая пешка · e4 белая пешка · f4 чёрная пешка · f3 белая пешка · h3 белая пешка · a2 белая пешка · b2 белая пешка · d2 белый ферзь · e2 белый конь · f2 белый слон · g2 белая ладья · h2 белый король · f1 белая ладья | b8 чёрная ладья · g8 чёрный конь · h8 чёрный король · b7 чёрная пешка · d7 чёрный ферзь · e7 чёрный слон · h7 чёрная пешка · d6 чёрная пешка · f6 чёрная ладья · a5 чёрная пешка · c5 чёрная пешка · d5 белая пешка · e5 чёрная пешка · c4 белая пешка · e4 белая пешка · f4 чёрная пешка · f3 белая пешка · h3 белая пешка · a2 белая пешка · b2 белая пешка · d2 белый ферзь · e2 белый конь · f2 белый слон · g2 белая ладья · h2 белый король · f1 белая ладья | b8 чёрная ладья · g8 чёрный конь · h8 чёрный король · b7 чёрная пешка · d7 чёрный ферзь · e7 чёрный слон · h7 чёрная пешка · d6 чёрная пешка · f6 чёрная ладья · a5 чёрная пешка · c5 чёрная пешка · d5 белая пешка · e5 чёрная пешка · c4 белая пешка · e4 белая пешка · f4 чёрная пешка · f3 белая пешка · h3 белая пешка · a2 белая пешка · b2 белая пешка · d2 белый ферзь · e2 белый конь · f2 белый слон · g2 белая ладья · h2 белый король · f1 белая ладья | b8 чёрная ладья · g8 чёрный конь · h8 чёрный король · b7 чёрная пешка · d7 чёрный ферзь · e7 чёрный слон · h7 чёрная пешка · d6 чёрная пешка · f6 чёрная ладья · a5 чёрная пешка · c5 чёрная пешка · d5 белая пешка · e5 чёрная пешка · c4 белая пешка · e4 белая пешка · f4 чёрная пешка · f3 белая пешка · h3 белая пешка · a2 белая пешка · b2 белая пешка · d2 белый ферзь · e2 белый конь · f2 белый слон · g2 белая ладья · h2 белый король · f1 белая ладья | b8 чёрная ладья · g8 чёрный конь · h8 чёрный король · b7 чёрная пешка · d7 чёрный ферзь · e7 чёрный слон · h7 чёрная пешка · d6 чёрная пешка · f6 чёрная ладья · a5 чёрная пешка · c5 чёрная пешка · d5 белая пешка · e5 чёрная пешка · c4 белая пешка · e4 белая пешка · f4 чёрная пешка · f3 белая пешка · h3 белая пешка · a2 белая пешка · b2 белая пешка · d2 белый ферзь · e2 белый конь · f2 белый слон · g2 белая ладья · h2 белый король · f1 белая ладья | b8 чёрная ладья · g8 чёрный конь · h8 чёрный король · b7 чёрная пешка · d7 чёрный ферзь · e7 чёрный слон · h7 чёрная пешка · d6 чёрная пешка · f6 чёрная ладья · a5 чёрная пешка · c5 чёрная пешка · d5 белая пешка · e5 чёрная пешка · c4 белая пешка · e4 белая пешка · f4 чёрная пешка · f3 белая пешка · h3 белая пешка · a2 белая пешка · b2 белая пешка · d2 белый ферзь · e2 белый конь · f2 белый слон · g2 белая ладья · h2 белый король · f1 белая ладья | b8 чёрная ладья · g8 чёрный конь · h8 чёрный король · b7 чёрная пешка · d7 чёрный ферзь · e7 чёрный слон · h7 чёрная пешка · d6 чёрная пешка · f6 чёрная ладья · a5 чёрная пешка · c5 чёрная пешка · d5 белая пешка · e5 чёрная пешка · c4 белая пешка · e4 белая пешка · f4 чёрная пешка · f3 белая пешка · h3 белая пешка · a2 белая пешка · b2 белая пешка · d2 белый ферзь · e2 белый конь · f2 белый слон · g2 белая ладья · h2 белый король · f1 белая ладья | 4 |
| 3 | b8 чёрная ладья · g8 чёрный конь · h8 чёрный король · b7 чёрная пешка · d7 чёрный ферзь · e7 чёрный слон · h7 чёрная пешка · d6 чёрная пешка · f6 чёрная ладья · a5 чёрная пешка · c5 чёрная пешка · d5 белая пешка · e5 чёрная пешка · c4 белая пешка · e4 белая пешка · f4 чёрная пешка · f3 белая пешка · h3 белая пешка · a2 белая пешка · b2 белая пешка · d2 белый ферзь · e2 белый конь · f2 белый слон · g2 белая ладья · h2 белый король · f1 белая ладья | b8 чёрная ладья · g8 чёрный конь · h8 чёрный король · b7 чёрная пешка · d7 чёрный ферзь · e7 чёрный слон · h7 чёрная пешка · d6 чёрная пешка · f6 чёрная ладья · a5 чёрная пешка · c5 чёрная пешка · d5 белая пешка · e5 чёрная пешка · c4 белая пешка · e4 белая пешка · f4 чёрная пешка · f3 белая пешка · h3 белая пешка · a2 белая пешка · b2 белая пешка · d2 белый ферзь · e2 белый конь · f2 белый слон · g2 белая ладья · h2 белый король · f1 белая ладья | b8 чёрная ладья · g8 чёрный конь · h8 чёрный король · b7 чёрная пешка · d7 чёрный ферзь · e7 чёрный слон · h7 чёрная пешка · d6 чёрная пешка · f6 чёрная ладья · a5 чёрная пешка · c5 чёрная пешка · d5 белая пешка · e5 чёрная пешка · c4 белая пешка · e4 белая пешка · f4 чёрная пешка · f3 белая пешка · h3 белая пешка · a2 белая пешка · b2 белая пешка · d2 белый ферзь · e2 белый конь · f2 белый слон · g2 белая ладья · h2 белый король · f1 белая ладья | b8 чёрная ладья · g8 чёрный конь · h8 чёрный король · b7 чёрная пешка · d7 чёрный ферзь · e7 чёрный слон · h7 чёрная пешка · d6 чёрная пешка · f6 чёрная ладья · a5 чёрная пешка · c5 чёрная пешка · d5 белая пешка · e5 чёрная пешка · c4 белая пешка · e4 белая пешка · f4 чёрная пешка · f3 белая пешка · h3 белая пешка · a2 белая пешка · b2 белая пешка · d2 белый ферзь · e2 белый конь · f2 белый слон · g2 белая ладья · h2 белый король · f1 белая ладья | b8 чёрная ладья · g8 чёрный конь · h8 чёрный король · b7 чёрная пешка · d7 чёрный ферзь · e7 чёрный слон · h7 чёрная пешка · d6 чёрная пешка · f6 чёрная ладья · a5 чёрная пешка · c5 чёрная пешка · d5 белая пешка · e5 чёрная пешка · c4 белая пешка · e4 белая пешка · f4 чёрная пешка · f3 белая пешка · h3 белая пешка · a2 белая пешка · b2 белая пешка · d2 белый ферзь · e2 белый конь · f2 белый слон · g2 белая ладья · h2 белый король · f1 белая ладья | b8 чёрная ладья · g8 чёрный конь · h8 чёрный король · b7 чёрная пешка · d7 чёрный ферзь · e7 чёрный слон · h7 чёрная пешка · d6 чёрная пешка · f6 чёрная ладья · a5 чёрная пешка · c5 чёрная пешка · d5 белая пешка · e5 чёрная пешка · c4 белая пешка · e4 белая пешка · f4 чёрная пешка · f3 белая пешка · h3 белая пешка · a2 белая пешка · b2 белая пешка · d2 белый ферзь · e2 белый конь · f2 белый слон · g2 белая ладья · h2 белый король · f1 белая ладья | b8 чёрная ладья · g8 чёрный конь · h8 чёрный король · b7 чёрная пешка · d7 чёрный ферзь · e7 чёрный слон · h7 чёрная пешка · d6 чёрная пешка · f6 чёрная ладья · a5 чёрная пешка · c5 чёрная пешка · d5 белая пешка · e5 чёрная пешка · c4 белая пешка · e4 белая пешка · f4 чёрная пешка · f3 белая пешка · h3 белая пешка · a2 белая пешка · b2 белая пешка · d2 белый ферзь · e2 белый конь · f2 белый слон · g2 белая ладья · h2 белый король · f1 белая ладья | b8 чёрная ладья · g8 чёрный конь · h8 чёрный король · b7 чёрная пешка · d7 чёрный ферзь · e7 чёрный слон · h7 чёрная пешка · d6 чёрная пешка · f6 чёрная ладья · a5 чёрная пешка · c5 чёрная пешка · d5 белая пешка · e5 чёрная пешка · c4 белая пешка · e4 белая пешка · f4 чёрная пешка · f3 белая пешка · h3 белая пешка · a2 белая пешка · b2 белая пешка · d2 белый ферзь · e2 белый конь · f2 белый слон · g2 белая ладья · h2 белый король · f1 белая ладья | 3 |
| 2 | b8 чёрная ладья · g8 чёрный конь · h8 чёрный король · b7 чёрная пешка · d7 чёрный ферзь · e7 чёрный слон · h7 чёрная пешка · d6 чёрная пешка · f6 чёрная ладья · a5 чёрная пешка · c5 чёрная пешка · d5 белая пешка · e5 чёрная пешка · c4 белая пешка · e4 белая пешка · f4 чёрная пешка · f3 белая пешка · h3 белая пешка · a2 белая пешка · b2 белая пешка · d2 белый ферзь · e2 белый конь · f2 белый слон · g2 белая ладья · h2 белый король · f1 белая ладья | b8 чёрная ладья · g8 чёрный конь · h8 чёрный король · b7 чёрная пешка · d7 чёрный ферзь · e7 чёрный слон · h7 чёрная пешка · d6 чёрная пешка · f6 чёрная ладья · a5 чёрная пешка · c5 чёрная пешка · d5 белая пешка · e5 чёрная пешка · c4 белая пешка · e4 белая пешка · f4 чёрная пешка · f3 белая пешка · h3 белая пешка · a2 белая пешка · b2 белая пешка · d2 белый ферзь · e2 белый конь · f2 белый слон · g2 белая ладья · h2 белый король · f1 белая ладья | b8 чёрная ладья · g8 чёрный конь · h8 чёрный король · b7 чёрная пешка · d7 чёрный ферзь · e7 чёрный слон · h7 чёрная пешка · d6 чёрная пешка · f6 чёрная ладья · a5 чёрная пешка · c5 чёрная пешка · d5 белая пешка · e5 чёрная пешка · c4 белая пешка · e4 белая пешка · f4 чёрная пешка · f3 белая пешка · h3 белая пешка · a2 белая пешка · b2 белая пешка · d2 белый ферзь · e2 белый конь · f2 белый слон · g2 белая ладья · h2 белый король · f1 белая ладья | b8 чёрная ладья · g8 чёрный конь · h8 чёрный король · b7 чёрная пешка · d7 чёрный ферзь · e7 чёрный слон · h7 чёрная пешка · d6 чёрная пешка · f6 чёрная ладья · a5 чёрная пешка · c5 чёрная пешка · d5 белая пешка · e5 чёрная пешка · c4 белая пешка · e4 белая пешка · f4 чёрная пешка · f3 белая пешка · h3 белая пешка · a2 белая пешка · b2 белая пешка · d2 белый ферзь · e2 белый конь · f2 белый слон · g2 белая ладья · h2 белый король · f1 белая ладья | b8 чёрная ладья · g8 чёрный конь · h8 чёрный король · b7 чёрная пешка · d7 чёрный ферзь · e7 чёрный слон · h7 чёрная пешка · d6 чёрная пешка · f6 чёрная ладья · a5 чёрная пешка · c5 чёрная пешка · d5 белая пешка · e5 чёрная пешка · c4 белая пешка · e4 белая пешка · f4 чёрная пешка · f3 белая пешка · h3 белая пешка · a2 белая пешка · b2 белая пешка · d2 белый ферзь · e2 белый конь · f2 белый слон · g2 белая ладья · h2 белый король · f1 белая ладья | b8 чёрная ладья · g8 чёрный конь · h8 чёрный король · b7 чёрная пешка · d7 чёрный ферзь · e7 чёрный слон · h7 чёрная пешка · d6 чёрная пешка · f6 чёрная ладья · a5 чёрная пешка · c5 чёрная пешка · d5 белая пешка · e5 чёрная пешка · c4 белая пешка · e4 белая пешка · f4 чёрная пешка · f3 белая пешка · h3 белая пешка · a2 белая пешка · b2 белая пешка · d2 белый ферзь · e2 белый конь · f2 белый слон · g2 белая ладья · h2 белый король · f1 белая ладья | b8 чёрная ладья · g8 чёрный конь · h8 чёрный король · b7 чёрная пешка · d7 чёрный ферзь · e7 чёрный слон · h7 чёрная пешка · d6 чёрная пешка · f6 чёрная ладья · a5 чёрная пешка · c5 чёрная пешка · d5 белая пешка · e5 чёрная пешка · c4 белая пешка · e4 белая пешка · f4 чёрная пешка · f3 белая пешка · h3 белая пешка · a2 белая пешка · b2 белая пешка · d2 белый ферзь · e2 белый конь · f2 белый слон · g2 белая ладья · h2 белый король · f1 белая ладья | b8 чёрная ладья · g8 чёрный конь · h8 чёрный король · b7 чёрная пешка · d7 чёрный ферзь · e7 чёрный слон · h7 чёрная пешка · d6 чёрная пешка · f6 чёрная ладья · a5 чёрная пешка · c5 чёрная пешка · d5 белая пешка · e5 чёрная пешка · c4 белая пешка · e4 белая пешка · f4 чёрная пешка · f3 белая пешка · h3 белая пешка · a2 белая пешка · b2 белая пешка · d2 белый ферзь · e2 белый конь · f2 белый слон · g2 белая ладья · h2 белый король · f1 белая ладья | 2 |
| 1 | b8 чёрная ладья · g8 чёрный конь · h8 чёрный король · b7 чёрная пешка · d7 чёрный ферзь · e7 чёрный слон · h7 чёрная пешка · d6 чёрная пешка · f6 чёрная ладья · a5 чёрная пешка · c5 чёрная пешка · d5 белая пешка · e5 чёрная пешка · c4 белая пешка · e4 белая пешка · f4 чёрная пешка · f3 белая пешка · h3 белая пешка · a2 белая пешка · b2 белая пешка · d2 белый ферзь · e2 белый конь · f2 белый слон · g2 белая ладья · h2 белый король · f1 белая ладья | b8 чёрная ладья · g8 чёрный конь · h8 чёрный король · b7 чёрная пешка · d7 чёрный ферзь · e7 чёрный слон · h7 чёрная пешка · d6 чёрная пешка · f6 чёрная ладья · a5 чёрная пешка · c5 чёрная пешка · d5 белая пешка · e5 чёрная пешка · c4 белая пешка · e4 белая пешка · f4 чёрная пешка · f3 белая пешка · h3 белая пешка · a2 белая пешка · b2 белая пешка · d2 белый ферзь · e2 белый конь · f2 белый слон · g2 белая ладья · h2 белый король · f1 белая ладья | b8 чёрная ладья · g8 чёрный конь · h8 чёрный король · b7 чёрная пешка · d7 чёрный ферзь · e7 чёрный слон · h7 чёрная пешка · d6 чёрная пешка · f6 чёрная ладья · a5 чёрная пешка · c5 чёрная пешка · d5 белая пешка · e5 чёрная пешка · c4 белая пешка · e4 белая пешка · f4 чёрная пешка · f3 белая пешка · h3 белая пешка · a2 белая пешка · b2 белая пешка · d2 белый ферзь · e2 белый конь · f2 белый слон · g2 белая ладья · h2 белый король · f1 белая ладья | b8 чёрная ладья · g8 чёрный конь · h8 чёрный король · b7 чёрная пешка · d7 чёрный ферзь · e7 чёрный слон · h7 чёрная пешка · d6 чёрная пешка · f6 чёрная ладья · a5 чёрная пешка · c5 чёрная пешка · d5 белая пешка · e5 чёрная пешка · c4 белая пешка · e4 белая пешка · f4 чёрная пешка · f3 белая пешка · h3 белая пешка · a2 белая пешка · b2 белая пешка · d2 белый ферзь · e2 белый конь · f2 белый слон · g2 белая ладья · h2 белый король · f1 белая ладья | b8 чёрная ладья · g8 чёрный конь · h8 чёрный король · b7 чёрная пешка · d7 чёрный ферзь · e7 чёрный слон · h7 чёрная пешка · d6 чёрная пешка · f6 чёрная ладья · a5 чёрная пешка · c5 чёрная пешка · d5 белая пешка · e5 чёрная пешка · c4 белая пешка · e4 белая пешка · f4 чёрная пешка · f3 белая пешка · h3 белая пешка · a2 белая пешка · b2 белая пешка · d2 белый ферзь · e2 белый конь · f2 белый слон · g2 белая ладья · h2 белый король · f1 белая ладья | b8 чёрная ладья · g8 чёрный конь · h8 чёрный король · b7 чёрная пешка · d7 чёрный ферзь · e7 чёрный слон · h7 чёрная пешка · d6 чёрная пешка · f6 чёрная ладья · a5 чёрная пешка · c5 чёрная пешка · d5 белая пешка · e5 чёрная пешка · c4 белая пешка · e4 белая пешка · f4 чёрная пешка · f3 белая пешка · h3 белая пешка · a2 белая пешка · b2 белая пешка · d2 белый ферзь · e2 белый конь · f2 белый слон · g2 белая ладья · h2 белый король · f1 белая ладья | b8 чёрная ладья · g8 чёрный конь · h8 чёрный король · b7 чёрная пешка · d7 чёрный ферзь · e7 чёрный слон · h7 чёрная пешка · d6 чёрная пешка · f6 чёрная ладья · a5 чёрная пешка · c5 чёрная пешка · d5 белая пешка · e5 чёрная пешка · c4 белая пешка · e4 белая пешка · f4 чёрная пешка · f3 белая пешка · h3 белая пешка · a2 белая пешка · b2 белая пешка · d2 белый ферзь · e2 белый конь · f2 белый слон · g2 белая ладья · h2 белый король · f1 белая ладья | b8 чёрная ладья · g8 чёрный конь · h8 чёрный король · b7 чёрная пешка · d7 чёрный ферзь · e7 чёрный слон · h7 чёрная пешка · d6 чёрная пешка · f6 чёрная ладья · a5 чёрная пешка · c5 чёрная пешка · d5 белая пешка · e5 чёрная пешка · c4 белая пешка · e4 белая пешка · f4 чёрная пешка · f3 белая пешка · h3 белая пешка · a2 белая пешка · b2 белая пешка · d2 белый ферзь · e2 белый конь · f2 белый слон · g2 белая ладья · h2 белый король · f1 белая ладья | 1 |
|   | a | b | c | d | e | f | g | h |   |

1.d4 Kf6 2.c4 d6 3.Kf3 Kbd7 4.Kc3 e5 5.e4 Ce7 6.Ce2 0—0 7.0—0 c6 8.Фс2 Ле8 9.Лd1 Cf8 10.Лb1 a5 11.d5 Kc5 12.Ce3 Фс7 13.h3 Cd7 14.Лbc1 g6 15.Kd2 Лab8 16.Kb3 K:b3 17.Ф:b3 c5 18.Kph2 Kph8 19.Фс2 Kg8 20.Cg4 Kh6 21.C:d7 Ф:d7 22.Фd2 Kg8 23.g4 f5 24.f3 Ce7 25.Лg1 Лf8 26.Лcf1 Лf7 27.gf gf 28.Лg2 f4 29.Cf2 Лf6 30.Ke2
(см. диаграмму)
30 … Ф:h3+ 31.Kp: h3 Лh6+ 32.Kpg4 Kf6+ 33.Kpf5 Kd7 34.Лg5 Лf8+ 35.Kpg4 Kf6+ 36.Kpf5 Kg8+ 37.Kpg4 Kf6+ 38.Kpf5 K:d5+ 39.Kpg4 Kf6+ 40.Kpf5 Kg8+ 41.Kpg4 Kf6+ 42.Kpf5 Kg8+ 43.Kpg4 C:g5 44.Kp: g5 Лf7 45.Ch4 Лg6+ 46.Kph5 Лfg7 47.Cg5 Л:g5+ 48.Kph4 Kf6 49.Kg3 Л:g3 50.Ф:d6 Л3g6 51.Фb8+ Лg8, 0 : 1

Грандиозная партия, по справедливости получившая первый приз за красоту.— Д. Бронштейн

## Награды
- Орден «Знак Почёта» (27.04.1957) — «за успехи, достигнутые в деле развития массового физкультурного движения в стране, повышения мастерства советских спортсменов, и успешное выступление на международных соревнованиях»

## Книги
- Советская шахматная школа. Москва : Физкультура и спорт, 1951. 328 с. В соавторстве с М. М. Юдовичем. (2-е изд. 1955)
- Международный шахматный турнир. Венеция. 1950 г. : Сборник партий. Москва : Физкультура и спорт, 1952. 268 с.
- Шахматное наследие А. А. Алехина. Москва : Физкультура и спорт, 1953—1958. (2-е изд. 1982)

Ч. 1 : Дебют. Комбинация. Атака на короля. 1953. 456 с.
Ч. 2 : Законы позиционной игры. Эндшпиль. Алехин и советские шахматисты. 1958. 606 с.
- Записки шахматиста. Москва : Молодая гвардия, 1957. 334 с. (переизд. Тула, 1960)
- Похищение Прозерпины : [Рассказы]. Москва : Молодая гвардия, 1961. 160 с.
- Избранные партии. Москва : Физкультура и спорт, 1962. 268 с.
- Белые и чёрные : Роман [об Александре Алехине]. Москва : Советская Россия, 1965. 407 с. (Есть переиздания)
- В шутку и всерьёз. Москва : Молодая гвардия, 1965. 351 с. (2-е изд. Калуга, 1966)
- Белка в колесе : Рассказы. Москва : Молодая гвардия, 1967. 159 с.
- Труд, талант, победа. Москва : Физкультура и спорт, 1969. 271 с. В соавторстве с М. М. Юдовичем и Л. Я. Абрамовым.
- Тайны мышления шахматиста. Москва : Всероссийский шахматный клуб, 1970. 160 с.
- Александр Алехин. — М.: ФиС, 1973. — 254 с. — (Выдающиеся шахматисты мира).
- Мастерство. Москва : Советская Россия, 1975. 222 с.
- Шахматная школа : (Курс лекций для шахматистов-разрядников). Москва : Физкультура и спорт, 1976. 255 с. В соавторстве с Ю. Л. Авербахом и М. М. Юдовичем.
- Уральский самоцвет: (Об А. Карпове). — М.: Советская Россия, 1977. — 496 с. — (Люди Советской России). — 50 000 экз. (Есть переиздания)
- Учебник шахматной стратегии. Т. 2. (в пер. на нем. яз.). — Берлин: Sportverlag, 1980. — 279 с. Изд. на рус. яз. - Москва: Русский шахматный дом, 2008. — 248 c. (Автор первого тома — А. Кобленц).
- Как стать гроссмейстером. Москва : Физкультура и спорт, 1985. 240 с.
- Alexander Alekhine by Alexander Kotov, four volumes, Moscow, 1953—1958.
- The Art of the Middle Game, by Paul Keres and Alexander Kotov (translated from the Russian by Harry Golombek), London, Dover 1962, ISBN 0-486-26154-9
- Think Like a Grandmaster, by Alexander Kotov (translated from the Russian by Bernard Cafferty), London, Batsford 1971, (Algebraic Edition 2003) ISBN 0-7134-7885-3
- Play Like a Grandmaster, by Alexander Kotov (translated from the Russian by Bernard Cafferty), London, Batsford 1973, {Algebraic Edition 2003} ISBN 0-7134-1807-9
- World Championship Interzonals: Leningrad—Petropolis 1973, by R.G. Wade, L.S. Blackstock, and Alexander Kotov, New York, RHM Chess Publishing 1974, ISBN 0-213-42851-2
- Train Like a Grandmaster, by Alexander Kotov (translated from the Russian by Bernard Cafferty), London, Batsford 1981, ISBN 0-7134-3609-3
- Chess Tactics, by Alexander Kotov (translated from the Russian and edited by John Littlewood), London, Batsford 1983, ISBN 0-7134-2562-8
- Grandmaster at Work, by Alexander Kotov (first English edition), Macon, American Chess Promotions 1990, ISBN 0-939298-86-4
- The Soviet School of Chess, by Alexander Kotov and Mikhail Yudovich, Los Angeles, University Press of the Pacific 2001, ISBN 0-89875-415-1